# Pierolapithecus
 Pierolapithecus  ist eine ausgestorbene Gattung der Primaten, die während des mittleren Miozäns vor rund 13 Millionen Jahren auf dem Gebiet des heutigen Spaniens vorkam und von einigen Autoren der Tribus Dryopithecini zugerechnet wird. Die Fossilien wurden von ihren Entdeckern um den Paläontologen Salvador Moyà-Solà – ähnlich wie Anoiapithecus – in die Nähe der letzten gemeinsamen Vorfahren aller Großen Menschenaffen gestellt und ausdrücklich als fossile Gattung den Menschenaffen (Hominidae) zugeordnet.

## Namensgebung
Pierolapithecus ist ein Kunstwort. Die Bezeichnung der Gattung ist abgeleitet vom Fundort im Gebiet von Els Hostalets de Pierola im Verwaltungsbezirk Anoia (Provinz Barcelona), nahe dem Montserrat-Gebirge, sowie von griechisch πίθηκος, altgriechisch ausgesprochen píthēkos = „Affe“. Das Epitheton der bislang einzigen wissenschaftlich beschriebenen Art, Pierolapithecus catalaunicus verweist auf die Lage des Fundortes in der spanischen Autonomen Gemeinschaft Katalonien. Pierolapithecus catalaunicus bedeutet folglich sinngemäß „katalanischer Affe von Pierola“.

## Erstbeschreibung
Als Holotypus der Gattung und zugleich der Typusart wurde in der Erstbeschreibung ein teilweise erhaltenes, aus 83 Knochenfragmenten bestehendes Skelett eines erwachsenen männlichen Individuums ausgewiesen (Sammlungsnummer: IPS-21350), das im Instituto de Paleontología Miquel Crusafont in Sabadell aufbewahrt wird. Diesem Fossil zugeordnet werden konnten u. a. der komplette Gesichtsschädel mit erhaltenen Eckzähnen und Backenzähnen des Oberkiefers, Fragmente von Schulterblatt, Armen und Beinen, zwei komplette und mehrere Bruchstücke der Rippen, drei Rückenwirbel sowie kleine Fragmente des Beckens. Freigelegt wurden die fossilen Knochen an der Fundstelle Barranc de Can Vila 1 (BCV1).
Die Forscher datierten die Fossilien von Pierolapithecus im Jahr 2004 anhand von biostratigraphischen Analysen in die Zeit vor 13 bis 12,5 Millionen Jahren.

## Bedeutung der Funde
Mit Hilfe der so genannten Molekularen Uhr wurde berechnet, dass sich ungefähr zur Lebenszeit von Pierolapithecus die Abstammungslinie von Orang-Utans, Schimpansen, Gorillas und Menschen von jener der  „kleinen Menschenaffen“ (wie etwa den Gibbons) trennte. Je nach Kalibrierung wird dieser Zeitpunkt ins frühe oder ins mittlere Miozän datiert, mit einer Spannweite von 17 bis 12 Millionen Jahren vor heute. Aus dieser Zeitspanne sind bislang nicht viele aussagekräftige Funde fossiler Menschenaffen bekannt; Pierolapithecus catalaunicus war der erste gut erhaltene Fund aus der Zeit vor knapp 13 Millionen Jahren.
Als Hinweise auf die Nähe von Pierolapithecus zum gemeinsamen Vorfahren aller Großen Menschenaffen gelten dessen insgesamt „moderner“ Körperbau, insbesondere das flache Gesicht ohne ausgezogene Nasenpartie, der sehr flache Brustkorb, die zum Rücken hin liegenden Schulterblätter und die Gestalt der Handgelenke. Ein fast vollständig erhaltener Lendenwirbel belegt der Erstbeschreibung zufolge ebenfalls die Nähe zu den Großen Menschenaffen. Die relativ kleinen Knochen der Finger und der Zehen ähneln hingegen eher den vergleichbaren Knochen der Meerkatzenverwandten, sind also ursprüngliche Merkmale. Aus dem Bau der Hände wurde in der Erstbeschreibung geschlossen, dass Pierolapithecus catalaunicus, anders als die heutigen Menschenaffen, selten – wenn überhaupt – unterhalb von Ästen hangelte, sondern sich wie andere urtümliche Affen auf den Ästen fortbewegte.
Der recht dicke Zahnschmelz wurde als Anpassung an faserreiche, harte Nahrung interpretiert.
Ein Jahr nach der Erstveröffentlichung interpretierten nordamerikanische Paläontologen die Typusart von Pierolapithecus nach einer Analyse von 96 seiner Merkmale als Schwesterart von Dryopithecus und damit als engere Verwandte nur der afrikanischen Menschenaffen, nicht aber der Orang-Utans. Dem widersprach der Hauptautor der Erstbeschreibung, Salvador Moyà-Solà, in einer 2013 publizierten Studie. In ihr wurden die beiden relativ kleinen Fragmente des Beckens beschrieben und aus deren Beschaffenheit abgeleitet, dass die Gattung kurz nach der Abspaltung der Großen Menschenaffen von den anderen Primaten-Taxa einzuordnen sei, jedoch noch vor der Abspaltung der Orang-Utans von den anderen Großen Menschenaffen.

## Belege
1. ↑  Salvador Moyà-Solà et al.: Pierolapithecus catalaunicus, a New Middle Miocene Great Ape from Spain. In: Science. Band 306, Nr. 5700, 2004, S. 1339–1344, doi:10.1126/science.1103094.
2. ↑  Kelsey D. Pugh et al.: The reconstructed cranium of Pierolapithecus and the evolution of the great ape face. In: PNAS. Band 120, Nr. 44, 2023, e2218778120, doi:10.1073/pnas.22187781.
3. ↑  David M. Alba et al.: Enamel thickness in the Middle Miocene great apes Anoiapithecus, Pierolapithecus and Dryopithecus. In: Proceedings of the Royal Society B. Online-Veröffentlichung vom 24. März 2010, doi:10.1098/rspb.2010.0218, Volltext (PDF).
4. ↑  Daniel DeMiguel, David M. Alba und Salvador Moyà-Solà: Dietary Specialization during the Evolution of Western Eurasian Hominoids and the Extinction of European Great Apes. In: PLOS ONE. 9(5): e97442, 2014, doi:10.1371/journal.pone.0097442.
5. ↑  David R. Begun und Carol V. Ward: Comment on „Pierolapithecus catalaunicus, a New Middle Miocene Great Ape from Spain“. In: Science. Band 308, Nr. 5719, 2005, S. 203, doi:10.1126/science.1108139.
6. ↑  Ashley S. Hammond et al.: Middle Miocene Pierolapithecus provides a first glimpse into early hominid pelvic morphology. In: Journal of Human Evolution. Band 64, Nr. 6, 2013, S. 658–666, doi:10.1016/j.jhevol.2013.03.002.
Fossil of great ape sheds light on evolution. Auf: eurekalert.org vom 1. Mai 2013.